# Heinz Schulz
Heinz Schulz (n. 5 ianuarie 1935, Bernburg, Saxonia-Anhalt, Germania – d. 27 decembrie 2015) a fost un boxer ce a reprezentat Germania, medaliat olimpic. A participat la o ediție a Jocurilor Olimpice (1964) în care a câștigat o medalie de bronz.

## Participări
Lista de mai jos prezintă principalele competiții la care a participat Heinz Schulz de-a lungul carierei.
- boxing at the 1964 Summer Olympics – featherweight[*]